# Leptopeltis filicina
Leptopeltis filicina är en svampart som först beskrevs av Marie Anne Libert, och fick sitt nu gällande namn av Franz Xaver von Höhnel 1917. Leptopeltis filicina ingår i släktet Leptopeltis och familjen Leptopeltidaceae.  Arten är reproducerande i Sverige. Inga underarter finns listade i Catalogue of Life.